# 1000 km Fujija 1987
1000 km Fujija 1987 je bila deseta in zadnja dirka Svetovnega prvenstva športnih dirkalnikov v sezoni 1987. Odvijala se je 27. septembra 1987 na dirkališču Fuji Speedway.

## Rezultati
| Poz    | Razred | Št  | Moštvo                                         | Dirkači                                         | Šasija                             | Gume | Krogi |
| Poz    | Razred | Št  | Moštvo                                         | Dirkači                                         | Motor                              | Gume | Krogi |
| ------ | ------ | --- | ---------------------------------------------- | ----------------------------------------------- | ---------------------------------- | ---- | ----- |
| 1      | C1     | 5   | Silk Cut Jaguar                                | Jan Lammers John Watson                         | Jaguar XJR-8                       | D    | 224   |
| 1      | C1     | 5   | Silk Cut Jaguar                                | Jan Lammers John Watson                         | Jaguar 7.0L V12                    | D    | 224   |
| 2      | C1     | 4   | Silk Cut Jaguar                                | Johnny Dumfries Raul Boesel                     | Jaguar XJR-8                       | D    | 224   |
| 2      | C1     | 4   | Silk Cut Jaguar                                | Johnny Dumfries Raul Boesel                     | Jaguar 7.0L V12                    | D    | 224   |
| 3      | C1     | 15  | Britten – Lloyd Racing                         | Mauro Baldi Mike Thackwell                      | Porsche 962C GTi                   | G    | 221   |
| 3      | C1     | 15  | Britten – Lloyd Racing                         | Mauro Baldi Mike Thackwell                      | Porsche Type-935 2.8L Turbo Flat-6 | G    | 221   |
| 4      | C1     | 1   | Brun Motorsport                                | Jochen Mass Oscar Larrauri                      | Porsche 962C                       | M    | 218   |
| 4      | C1     | 1   | Brun Motorsport                                | Jochen Mass Oscar Larrauri                      | Porsche Type-935 3.0L Turbo Flat-6 | M    | 218   |
| 5      | C1     | 8   | Joest Racing                                   | Frank Jelinski "John Winter" Bob Wollek         | Porsche 962C                       | G    | 218   |
| 5      | C1     | 8   | Joest Racing                                   | Frank Jelinski "John Winter" Bob Wollek         | Porsche Type-935 2.8L Turbo Flat-6 | G    | 218   |
| 6      | C1     | 99  | Rothmans Porsche Team Schuppan                 | Geoff Brabham Derek Bell                        | Porsche 962C                       | D    | 218   |
| 6      | C1     | 99  | Rothmans Porsche Team Schuppan                 | Geoff Brabham Derek Bell                        | Porsche Type-935 3.0L Turbo Flat-6 | D    | 218   |
| 7      | GTP    | 202 | Mazdaspeed                                     | Takashi Yorino David Kennedy                    | Mazda 757                          | D    | 213   |
| 7      | GTP    | 202 | Mazdaspeed                                     | Takashi Yorino David Kennedy                    | Mazda 13J 2.6L 4-Rotor             | D    | 213   |
| 8      | C2     | 111 | Spice Engineering                              | Fermín Vélez Gordon Spice                       | Spice SE86C                        | A    | 210   |
| 8      | C2     | 111 | Spice Engineering                              | Fermín Vélez Gordon Spice                       | Ford Cosworth DFL 3.3L V8          | A    | 210   |
| 9      | C1     | 27  | From-A Racing                                  | Hideki Okada John Nielsen                       | Porsche 962C                       | ?    | 209   |
| 9      | C1     | 27  | From-A Racing                                  | Hideki Okada John Nielsen                       | Porsche Type-935 2.8L Turbo Flat-6 | ?    | 209   |
| 10     | C1     | 100 | Trust Racing Team                              | Keiichi Suzuki Vern Schuppan James Weaver       | Porsche 962C                       | D    | 209   |
| 10     | C1     | 100 | Trust Racing Team                              | Keiichi Suzuki Vern Schuppan James Weaver       | Porsche Type-935 2.8L Turbo Flat-6 | D    | 209   |
| 11     | C1     | 25  | Advan Alpha Racing                             | Kunimitsu Takahashi Kazuo Mogi Kenny Acheson    | Porsche 962C                       | Y    | 208   |
| 11     | C1     | 25  | Advan Alpha Racing                             | Kunimitsu Takahashi Kazuo Mogi Kenny Acheson    | Porsche 2.8L Turbo Flat-6          | Y    | 208   |
| 12     | C1     | 10  | Porsche Kremer Racing                          | Franz Konrad George Fouché                      | Porsche 962C                       | Y    | 207   |
| 12     | C1     | 10  | Porsche Kremer Racing                          | Franz Konrad George Fouché                      | Porsche Type-935 2.8L Turbo Flat-6 | Y    | 207   |
| 13     | C1     | 28  | Person's Racing Team                           | Takao Wada Anders Olofsson                      | Nissan R86V                        | Y    | 206   |
| 13     | C1     | 28  | Person's Racing Team                           | Takao Wada Anders Olofsson                      | Nissan VG30ET 3.0L Turbo V6        | Y    | 206   |
| 14     | C2     | 102 | Ecurie Ecosse                                  | Ray Mallock David Leslie                        | Ecosse C286                        | A    | 203   |
| 14     | C2     | 102 | Ecurie Ecosse                                  | Ray Mallock David Leslie                        | Ford Cosworth DFL 3.3L V8          | A    | 203   |
| 15     | C2     | 101 | Ecurie Ecosse                                  | Marc Duez Mike Wilds                            | Ecosse C286                        | A    | 203   |
| 15     | C2     | 101 | Ecurie Ecosse                                  | Marc Duez Mike Wilds                            | Ford Cosworth DFL 3.3L V8          | A    | 203   |
| 16     | C1     | 23  | NISMO                                          | Kenji Takahashi Kazuyoshi Hoshino Dave Scott    | Nissan R87E                        | B    | 202   |
| 16     | C1     | 23  | NISMO                                          | Kenji Takahashi Kazuyoshi Hoshino Dave Scott    | Nissan VEJ30 3.0L Turbo V6         | B    | 202   |
| 17     | C1     | 50  | SARD                                           | Tsunehisa Asai Syuuroku Sasaki David Sears      | SARD MC87S                         | ?    | 197   |
| 17     | C1     | 50  | SARD                                           | Tsunehisa Asai Syuuroku Sasaki David Sears      | Toyota 3S-GTM 2.1L Turbo I4        | ?    | 197   |
| 18     | C2     | 127 | Chamberlain Engineering                        | Graham Duxbury Ian Khan                         | Spice SE86C                        | A    | 194   |
| 18     | C2     | 127 | Chamberlain Engineering                        | Graham Duxbury Ian Khan                         | Hart 418T 1.8L Turbo I4            | A    | 194   |
| 19     | C1     | 55  | Alpha Cubic Racing Team                        | Naoki Nagasaki Chiyomi Totani Hitoshi Ogawa     | Porsche 962C                       | ?    | 188   |
| 19     | C1     | 55  | Alpha Cubic Racing Team                        | Naoki Nagasaki Chiyomi Totani Hitoshi Ogawa     | Porsche Type-935 2.8L Turbo Flat-6 | ?    | 188   |
| 20     | C2     | 114 | Team Tiga Ford Denmark                         | Thorkild Thyrring Peter Elgaard                 | Tiga GC287                         | A    | 184   |
| 20     | C2     | 114 | Team Tiga Ford Denmark                         | Thorkild Thyrring Peter Elgaard                 | Ford Cosworth BDT-E 2.3L Turbo I4  | A    | 184   |
| 21     | C1     | 77  | Best House Racing Team                         | Osamu Nakako Maurizio Sandro Sala               | LM 07                              | ?    | 166   |
| 21     | C1     | 77  | Best House Racing Team                         | Osamu Nakako Maurizio Sandro Sala               | Toyota 3S-GTM 2.1L Turbo I4        | ?    | 166   |
| 22     | GTP    | 285 | Shizumatsu Racing                              | Tetsuji Shiratori Kaneyuki Okamoto              | Mazda 737C                         | ?    | 164   |
| 22     | GTP    | 285 | Shizumatsu Racing                              | Tetsuji Shiratori Kaneyuki Okamoto              | Mazda 13B 1.3L 2-Rotor             | ?    | 164   |
| 23 NC  | C1     | 11  | Leyton House Racing Team Porsche Kremer Racing | Volker Weidler Kris Nissen                      | Porsche 962C                       | Y    | 218   |
| 23 NC  | C1     | 11  | Leyton House Racing Team Porsche Kremer Racing | Volker Weidler Kris Nissen                      | Porsche Type-935 2.8L Turbo Flat-6 | Y    | 218   |
| 24 DNF | C2     | 121 | Cosmic GP Motorsport                           | Costas Los Chris Hodgetts                       | Tiga GC287                         | G    | 131   |
| 24 DNF | C2     | 121 | Cosmic GP Motorsport                           | Costas Los Chris Hodgetts                       | Ford Cosworth DFL 3.3L V8          | G    | 131   |
| 25 DNF | C2     | 118 | Chamberlain Engineering                        | Olindo Iacobelli Jean-Louis Ricci               | Spice SE86C                        | A    | 120   |
| 25 DNF | C2     | 118 | Chamberlain Engineering                        | Olindo Iacobelli Jean-Louis Ricci               | Ford DFL 3.3L V8                   | A    | 120   |
| 26 DNF | GTP    | 201 | Mazdaspeed                                     | Yojiro Terada Yoshimi Katayama Pierre Dieudonné | Mazda 757                          | D    | 114   |
| 26 DNF | GTP    | 201 | Mazdaspeed                                     | Yojiro Terada Yoshimi Katayama Pierre Dieudonné | Mazda 13J 2.6L 4-Rotor             | D    | 114   |
| 27 DNF | C1     | 36  | Toyota Team Tom's                              | Masanori Sekiya Geoff Lees Alan Jones           | Toyota 87C                         | B    | 100   |
| 27 DNF | C1     | 36  | Toyota Team Tom's                              | Masanori Sekiya Geoff Lees Alan Jones           | Toyota 3S-GTM 2.1L Turbo I4        | B    | 100   |
| 28 DNF | C1     | 7   | Joest Racing                                   | Harald Grohs Bob Wollek                         | Porsche 962C                       | G    | 81    |
| 28 DNF | C1     | 7   | Joest Racing                                   | Harald Grohs Bob Wollek                         | Porsche Type-935 3.0L Turbo Flat-6 | G    | 81    |
| 29 DNF | C1     | 2   | Brun Motorsport                                | Manuel Reuter Uwe Schäfer Jésus Pareja          | Porsche 962C                       | M    | 65    |
| 29 DNF | C1     | 2   | Brun Motorsport                                | Manuel Reuter Uwe Schäfer Jésus Pareja          | Porsche Type-935 3.0L Turbo Flat-6 | M    | 65    |
| 30 DNF | C1     | 20  | Tiga Team                                      | Tim Lee-Davey Tetsuya Oota                      | Tiga GC87                          | D    | 65    |
| 30 DNF | C1     | 20  | Tiga Team                                      | Tim Lee-Davey Tetsuya Oota                      | Ford Cosworth DFL 3.3L Turbo V8    | D    | 65    |
| 31 DNF | C1     | 45  | Auto Beaurex Motorsport                        | Kaoru Hoshino Will Hoy                          | Tom's 86C                          | D    | 60    |
| 31 DNF | C1     | 45  | Auto Beaurex Motorsport                        | Kaoru Hoshino Will Hoy                          | Toyota 3S-GTM 2.1L Turbo I4        | D    | 60    |
| 32 DNF | C2     | 170 | Batsu Racing Team                              | Kazuhiko Oda Syuuji Fujii Ichirou Mizuno        | MCS Guppy                          | ?    | 58    |
| 32 DNF | C2     | 170 | Batsu Racing Team                              | Kazuhiko Oda Syuuji Fujii Ichirou Mizuno        | Mazda Rotor                        | ?    | 58    |
| 33 DNF | C2     | 151 | British Barn Racing Team                       | Jirou Yoneyama Hideshi Matsuda Kiyoshi Misaki   | JTK 62C                            | D    | 41    |
| 33 DNF | C2     | 151 | British Barn Racing Team                       | Jirou Yoneyama Hideshi Matsuda Kiyoshi Misaki   | Ford Cosworth DFL 3.3L V8          | D    | 41    |
| 34 DNF | C2     | 198 | Roy Baker Promotion                            | David Andrews Patrick de Radigues               | Tiga GC286                         | A    | 38    |
| 34 DNF | C2     | 198 | Roy Baker Promotion                            | David Andrews Patrick de Radigues               | Ford Cosworth DFL 3.3L V8          | A    | 38    |
| 35 DNF | C2     | 104 | URD Junior Team                                | Hellmut Mundas Robin Smith                      | URD C81/83                         | A    | 22    |
| 35 DNF | C2     | 104 | URD Junior Team                                | Hellmut Mundas Robin Smith                      | BMW M88 3.5L I6                    | A    | 22    |
| 36 DNF | C1     | 38  | Dome Motorsport                                | Ross Cheever Eje Elgh                           | Dome 87C                           | B    | 15    |
| 36 DNF | C1     | 38  | Dome Motorsport                                | Ross Cheever Eje Elgh                           | Toyota 3S-GTM 2.1L Turbo I4        | B    | 15    |
| 37 DNF | C1     | 32  | NISMO                                          | Masahiro Hasemi Aguri Suzuki                    | Nissan R87E                        | B    | 2     |
| 37 DNF | C1     | 32  | NISMO                                          | Masahiro Hasemi Aguri Suzuki                    | Nissan VEJ30 3.0L Turbo V6         | B    | 2     |
| DNS    | C1     | 37  | Toyota Team Tom's                              | Nobuhide Tachi Masanori Sekiya                  | Toyota 87C                         | B    | -     |
| DNS    | C1     | 37  | Toyota Team Tom's                              | Nobuhide Tachi Masanori Sekiya                  | Toyota 3S-GTM 2.1L Turbo I4        | B    | -     |

## Statistika
- Najboljši štartni položaj - #28 Person's Racing Team - 1:19.021
- Najhitrejši krog - #36 Toyota Team Tom's - 1:23.096
- Povprečna hitrost - 176.216 km/h